# Powiat Leszczyński
Der Powiat Leszczyński ist ein Powiat (Kreis) in der polnischen Woiwodschaft Großpolen. Der Powiat hat eine Fläche von 804,65 km², auf der etwa 56.800 Einwohner leben. Die Bevölkerungsdichte beträgt 71 Einwohner pro km² (2019). Der Powiat umfasst sieben Gemeinden (Gmina) mit zwei Städten in der Umgebung der kreisfreien Stadt Leszno, nach der er benannt ist und in der er seinen Sitz hat.

## Gemeinden
Der Powiat umfasst sieben Gemeinden, davon zwei Stadt-und-Land-Gemeinden und fünf Landgemeinden.

### Stadt-und-Land-Gemeinden
- Osieczna
- Rydzyna

### Landgemeinden
- Krzemieniewo
- Lipno
- Święciechowa
- Wijewo
- Włoszakowice